# St. Georg (Bleibach)

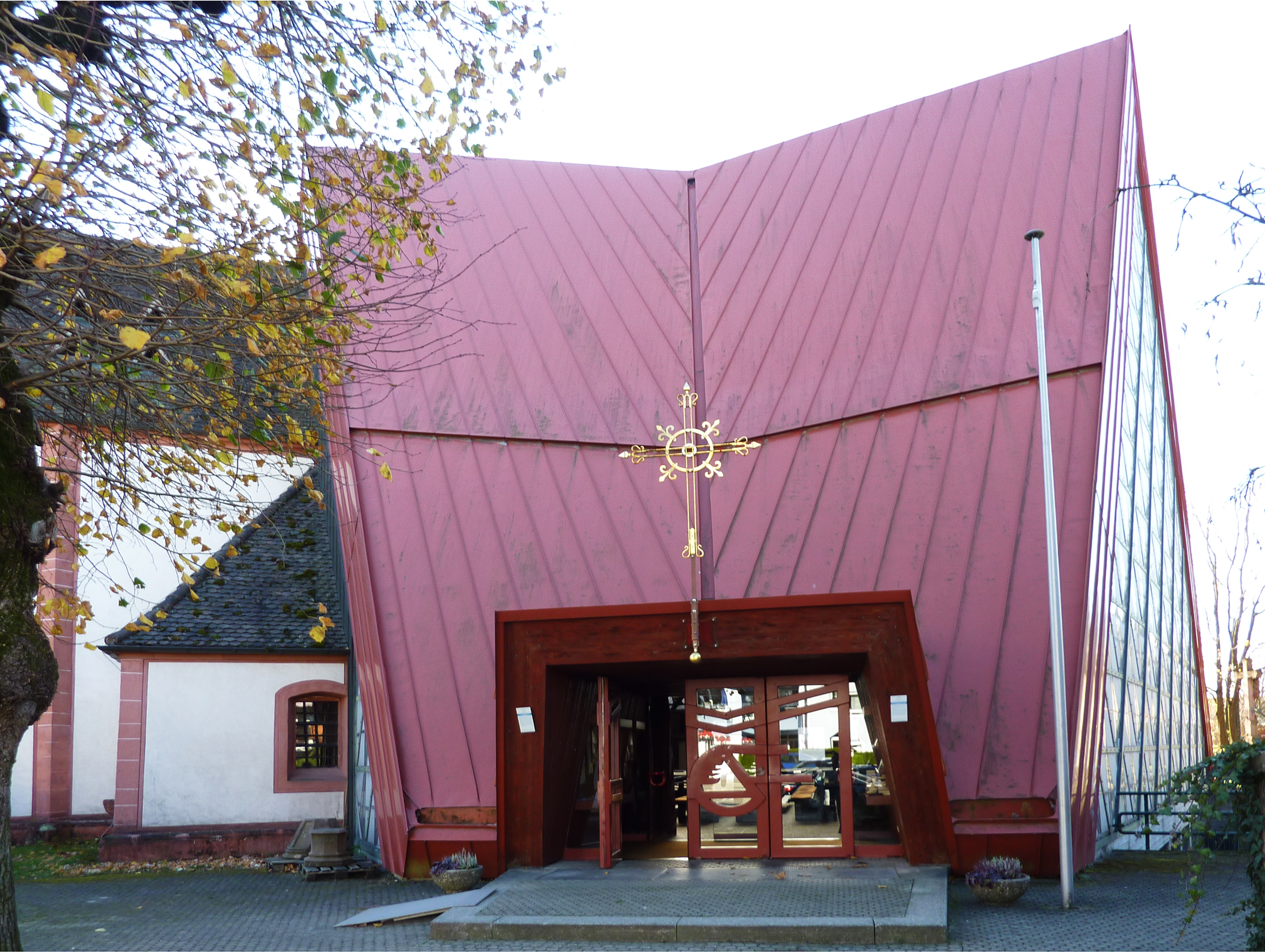
St. Georg mit gotischem Chor (links im Bild)

St. Georg in Gutach-Bleibach ist die Kirche der Pfarrgemeinde St. Georg in Bleibach der Seelsorgeeinheit (SE) Mittleres Elz- und Simonswäldertal im Dekanat Endingen-Waldkirch des Erzbistums Freiburg. Das Gebäude verbindet moderne Kirchenarchitektur mit historischer Bausubstanz.

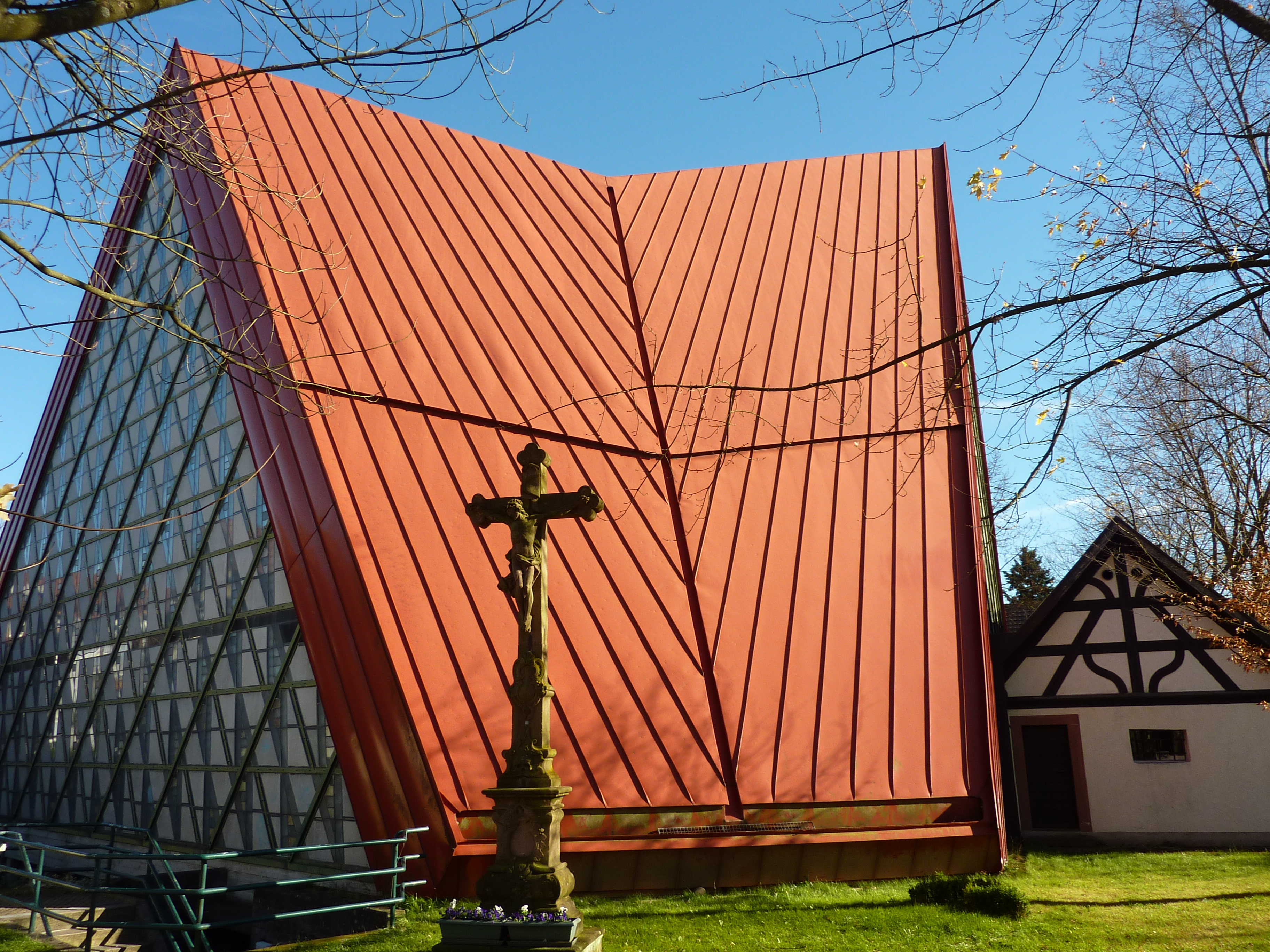
St. Georg mit Beinhaus (rechts im Bild)

## Geschichte
Die erste Kirche wurde vor 1350 als Filiale des Klosters St. Peter in Waldkirch errichtet. 1444 wurde sie dem Waldkircher Chorherrenstift zugeschlagen. 1512 baute man den heute noch bestehenden spätgotischen Chorraum an. 1631 musste das baufällige Kirchenschiff abgerissen und durch ein größeres Langhaus ersetzt werden. Das ursprünglich nicht mit der Kirche verbundene Beinhaus stammt aus der Zeit um 1720, als der das Kirchengebäude umgebende Friedhof zu klein geworden war. 1792 wurde in Bleibach eine eigene Pfarrei mit der Pfarrkirche St. Georg eingerichtet. 1857 erfolge eine Renovierung des Chorraumes; 1876 wurde das Langhaus erneut vergrößert. 1905 erhielt die Kirche eine neue Sakristei; die alte Sakristei wurde zur Kapelle umgebaut. Da das Kirchengebäude in den 1970er Jahren erneut zu klein war, wurde es von 1976 bis 1978 nach Plänen des Architekten Josef Laule in der heutigen Form umgebaut.

## Architektur und Ausstattung

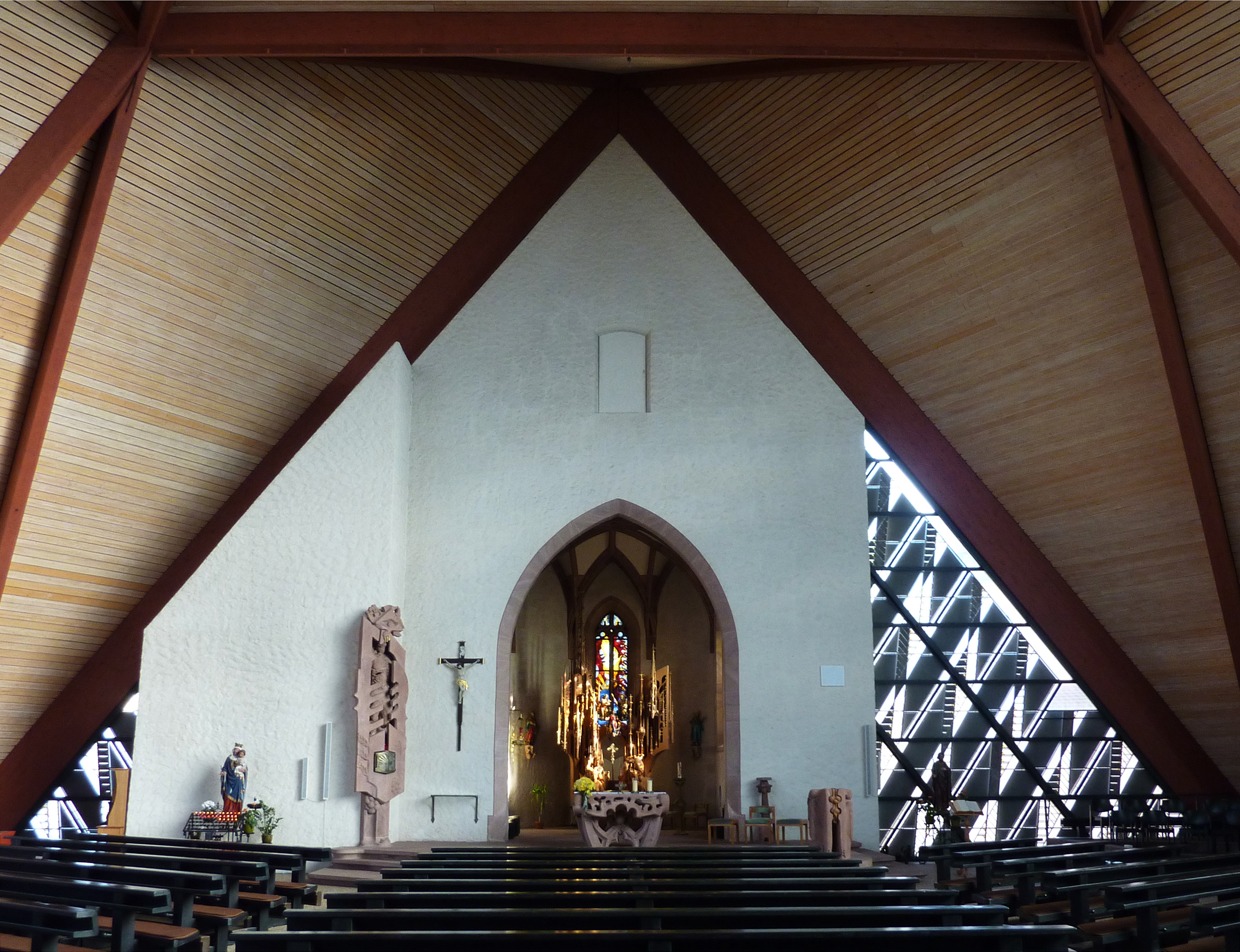
St. Georg in Bleibach, Inneres

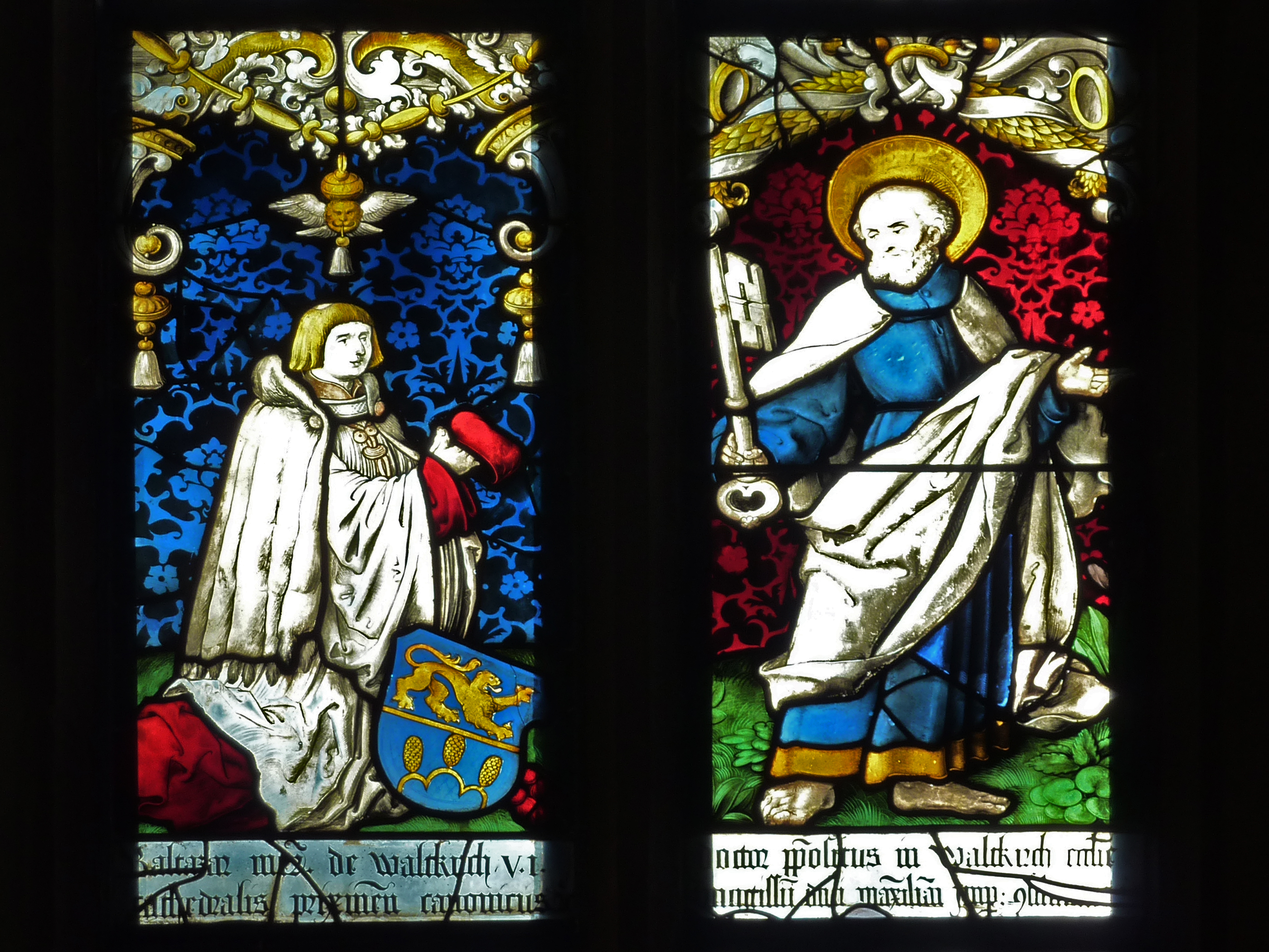
Fenster von Hans Baldung Grien

### Kirchengebäude
Die dem hl. Georg geweihte Kirche vereint nach dem letzten Umbau 1978 sowohl in der Architektur als auch in der Inneneinrichtung baugeschichtliche Elemente von der Gotik bis zur Moderne.
Das Kirchengebäude kann in vier Bauteile untergliedert werden. Das moderne Kirchenschiff weist einen im Prinzip dreieckigen Umriss auf und verbindet den gotischen Chor mit dem Beinhaus aus dem Jahr 1720. Der von außen unspektakulär wirkende Bau wird vom bis zum Boden gezogenen rot gefärbten Aluminiumdach des Kirchenschiffes und seit 2019 auch vom hölzernen dreieckigen Turm mit asymmetrischer Spitze geprägt.

### Chor
Der Chor weist ein Netzgewölbe und vier Fenster auf. Besonders bedeutend ist hierbei ein angeblich von Hans Baldung Grien entworfenes Fenster aus dem Jahr 1514. Der Chorboden ist mit dem Sandstein des alten Kirchenschiffes ausgelegt. Der moderne Sandsteinaltar besteht aus Teilen des ehemaligen Altars von 1878, das Taufbecken aus dem gleichen Material stammt von 1997. Vom Chor durch eine Tür abgetrennt befindet sich in der ehemaligen Sakristei die St. Georgskapelle mit einem Reiterstandbild des Heiligen von 1699.

### Kirchenschiff
Das Kirchenschiff, das den ehemaligen Langhausgrundriss ins Dreieck vergrößert, indem die Chorseite als Schenkel eines in etwa gleichseitigen Dreiecks mit gekappten Winkeln erheblich verbreitert wurde, wird vom Wechsel der hölzernen Deckenverkleidung mit den großen, modern gestalteten Fenstern geprägt. Der Boden ist mit Waschbeton gestaltet, die Kirchenbänke sind in drei Reihen halbkreisförmig zum Chor hin ausgerichtet. Der Kreuzweg stammt aus dem Jahr 1697.
Unterhalb des Kirchenschiffs sind Gemeindesäle untergebracht.

### Beinhaus

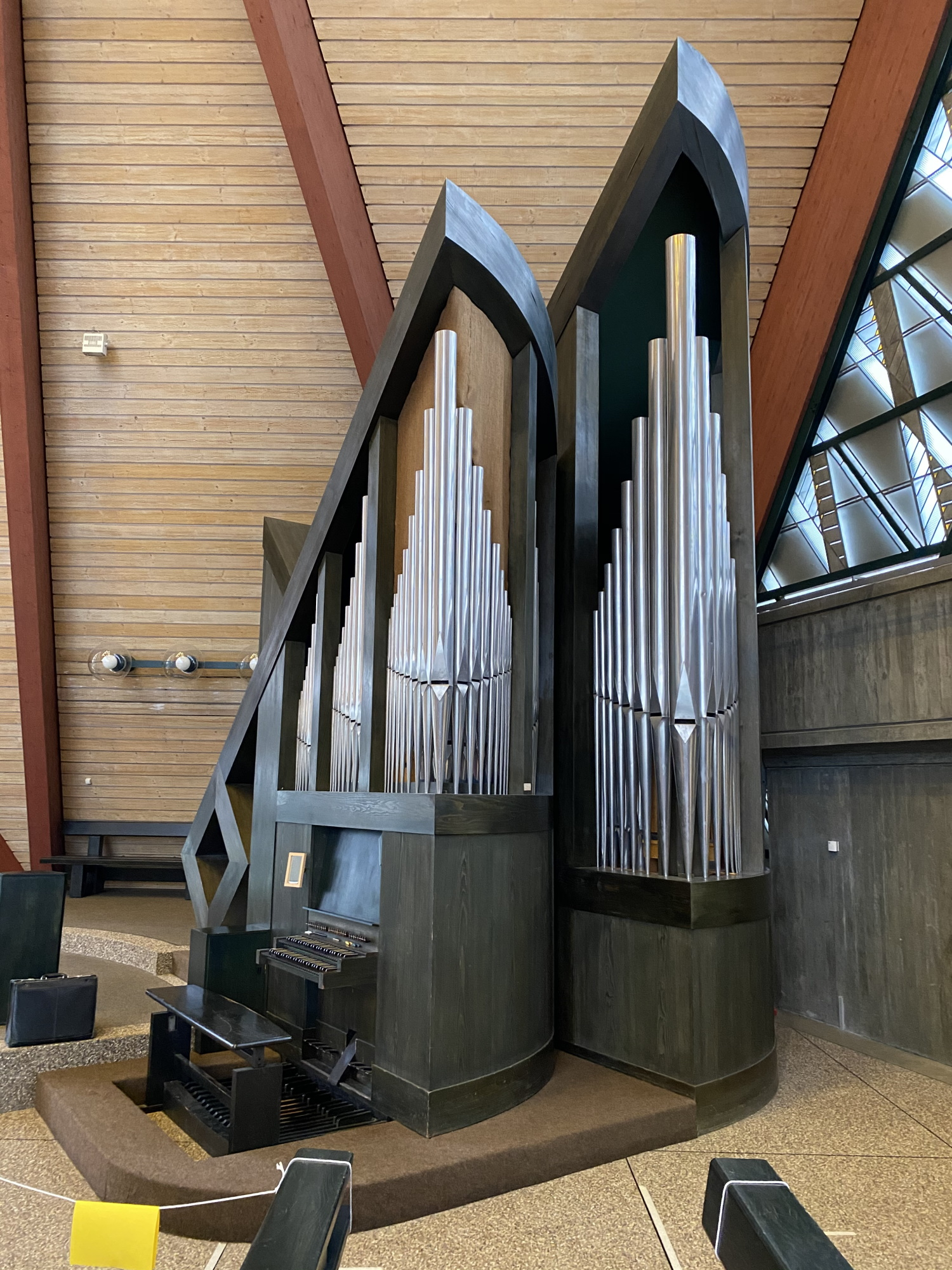
Orgel

In dem ursprünglich freistehenden Beinhaus auf der Südseite der Kirche befindet sich der 1723 von Johann Jakob Winter aus Waldkirch in das Tonnengewölbe gemalte Bleibacher Totentanz, der offensichtlich in Anlehnung an die Vorbilder in Basel und Kientzheim/Haut Rhin sowie an die „Bilder des Todes“ von Hans Holbein d. J. gestaltet wurde.
In der Mitte des Beinhauses wurde 1976 anlässlich einer Renovierung die Skulptur eines Lebensbaumes aus Buntsandstein aufgestellt, der vier Statuen von 1697 trägt. Geschaffen wurde sie von Künstler Helmut Lutz, von dem auch im Kirchenraum mehrere Werke stammen (z. B. Zelebrationsaltar, Ambo, Sakramentshaus).

### Turm
Seit 2019 steht nach Art eines Campanile neben dem Kirchenbau ein durch Klaus Wehrle im Büro Architektur³  aus dem benachbarten Gutach entworfener etwa 33 Meter hoher Kirchturm. Neben dem Totentanz ist dieser neue Turm, der als Landmarke weithin sichtbar ist, eine weitere Besonderheit der Bleibacher Kirche. Ungewöhnlich für einen Kirchturm ist dieser komplett aus dem Holz der Weißtanne gefertigt, einer für den umgebenden Südschwarzwald charakteristischen Baumart. Eine hinterlüftete Fassade aus wetterbeständigem und schädlingsresistentem Accoya-behandeltem Holz ist konstruktiver Holzschutz und soll Witterungsschäden verhindern. Auf dreieckigem Grundriss erhebt sich der Turm mit steiler Dachfläche und asymmetrischer Spitze und ist neben seiner Funktion als Träger der vier Glocken auch mit einer Plattform in 14 Metern Höhe ausgestattet, die nach Öffnen der verschiebbaren Holzläden Aussicht auf die Umgebung und die nahen Schwarzwaldberge bietet. Darüber befindet sich die Glockenstube, die von außen durch senkrechte Holzlamellen erkennbar ist. In der Turmspitze sind Nistmöglichkeiten für diverse Vogel- und Fledermausarten vorgesehen.
Der Turm ist viel beachtet worden und erhielt neben einem Zuschuss für Innovatives Bauen auch mehrere Preise, 2020 den Iconic Award für mutige Materialwahl und den Hugo-Häring-Preis des Bundes Deutscher Architekten Baden-Württemberg sowie 2022 den Holzbaupreis Baden-Württemberg.

### Orgel
Die vom Chor aus im rechten Eck auf dem Kirchenboden stehende Orgel (eine Empore ist nicht vorhanden) ist ein Instrument der Werkstatt Mönch Orgelbau aus Überlingen und wurde 1981 neu angeschafft. Sie ist ausgestattet mit 23 klingenden Registern mit insgesamt 1400 Pfeifen auf zwei Manualen und Pedal. Sie ersetzte ein Werk von Alexander Merklin aus dem Jahr 1869.

### Glocken
Bei den Umbau- und Erweiterungsarbeiten Ende der 1970er Jahre war auf einen Ersatz des damals abgebrochenen Kirchturms verzichtet worden. Vielmehr waren die  vier 1950 von der Glockengießerei Grüninger in Neu-Ulm  gegossenen Glocken in einem Stahlglockenstuhl über dem gotischen Chorraum untergebracht. Durch die Schwingungen der Glocken entstanden im Lauf der Zeit Risse im Gewölbe, so dass eine andere Unterbringung der Glocken nötig war.
Dies geschah durch den Neubau eines komplett aus Weißtannenholz errichteten Kirchturms, der 2019 fertiggestellt wurde  (siehe oben).
| Nr. | Gewicht | Durchmesser | Schlagton |
| --- | ------- | ----------- | --------- |
| 1   | 583 kg  | 980 mm      | as′-2     |
| 2   | 400 kg  | 850 mm      | b′-2      |
| 3   | 297 kg  | 750 mm      | c″-2      |
| 4   | 175 kg  | 650 mm      | es″±0     |